# The S.O.S. Band
The S.O.S. Band je americká hudební skupina, založená v Atlantě roku 1977. Mezi jejich největší hity patří Take Your Time (Do It Right), The Finest a Just Be Good to Me. Skupinu založila a vedla Mary Davisová.
S.O.S. je akronym pro „Sounds of Success“ (zvuky úspěchu).

## Historie
V roce 1983 skupina přizvala inovátorské produkční duo Jimmy Jam a Terry Lewis, kteří rovněž složili nový materiál pro skupinu ("Just Be Good to Me", "Tell Me If You Still Care", "Borrowed Love", "No One's Gonna Love You", "Just the Way You Like It", "No Lies" a "The Finest"). V písních, které produkovalo toto duo je možné slyšet zvuk TR-808 a cowbellu, což pomohlo zpopularizovat tyto dva prvky v americké populární hudbě.
Frontmanka Mary Davisová opustila skupinu v roce 1987, z důvodu rozvoje své vlastní kariéry. Na její místo nastoupila Chandra Currelley, jejíchž zpěv bylo možné slyšet na albu Diamonds in the Raw z roku 1989. Protože Davisová nebyla úspěšná ve své honbě za sólovou kariérou, vrátila se v roce 1994 zpátky.
Jejich píseň "Just Be Good To Me" se rovněž objevila na fiktivní rozhlasové stanici The Vibe 98.8 v počítačové hře Grand Theft Auto IV.

## Členové skupiny

### Současní
- Mary Davis
- Abdul Ra'oof
- Jason Bryant

### Bývalí
- Billy Ellis
- James Earl Jones III
- Willie "Sonny" Killebrew
- John Simpson
- Bruno Speight
- Chandra Currelley

## Diskografie

### Alba
- S.O.S. (1980)
- Too (1981)
- S.O.S. Band III (1982)
- On the Rise (1983)
- Just the Way You Like It (1984)
- Sands of Time (1986)
- Diamonds in the Raw (1989)
- One of Many Nights (1991)